# カリフォルニアリーグ
カリフォルニアリーグ（英語: Carolina League）は、アメリカ合衆国のプロ野球リーグ。メジャーリーグベースボール（MLB）傘下マイナーリーグベースボール（MiLB）のシングルA級に格付けされている。

## 歴史
1941年設立。北部と南部の二つの地区に分かれて試合を行っていた。1990年にリーグの階級がクラスAアドバンスト（A+）に編入。
2020年6月30日に新型コロナウイルスの感染拡大の影響でシーズンが中止となった。
2021年シーズン開幕前にMLBのMiLB改編に伴い、リーグの階級がA+からA-に変更され、リーグ名も一時期的に「ロウAウェスト」に改名された。しかし、翌2022年にA-の階級自体がシングルAに改名され、またリーグ名も「カリフォルニア・リーグ」に戻された。
2022年現在の所属球団は、2020年までにA+級カリフォルニア・リーグに所属していた7球団と、AAA級パシフィックコーストリーグに所属していた1球団の合計8球団より構成される。全ての本拠地球場がカリフォルニア州内に位置する。

## 所属チーム
| 地区   | チーム                                                           | MLB提携チーム                  | 創設年 | 加入年 | 本拠地                                                                                |
| ------ | ---------------------------------------------------------------- | ------------------------------ | ------ | ------ | ------------------------------------------------------------------------------------- |
| 北地区 | ストックトン・ポーツ Stockton Ports                              | オークランド・アスレティックス | 1941年 | 2002年 | カリフォルニア州サンホアキン郡ストックトン バナー・アイランド・ボールパーク           |
| 北地区 | モデスト・ナッツ Modesto Nuts                                    | シアトル・マリナーズ           | 1946年 | 2005年 | カリフォルニア州スタニスラウス郡モデスト ジョン・サーマン・フィールド                 |
| 北地区 | サンノゼ・ジャイアンツ San Jose Giants                           | サンフランシスコ・ジャイアンツ | 1962年 | 1988年 | カリフォルニア州サンタクララ郡サンノゼ エキサイト・ボールパーク                       |
| 北地区 | フレズノ・グリズリーズ Fresno Grizzlies                          | コロラド・ロッキーズ           | 1998年 | 2021年 | カリフォルニア州フレズノ郡フレズノ チャクチャンシ・パーク                             |
| 南地区 | バイセイリア・ローハイド Visalia Rawhide                         | アリゾナ・ダイヤモンドバックス | 1946年 | 2009年 | カリフォルニア州トゥーレアリ郡バイセイリア バレーストロング・ボールパーク             |
| 南地区 | ランチョクカモンガ・クエークス Rancho Cucamonga Quakes           | ロサンゼルス・ドジャース       | 1966年 | 1993年 | カリフォルニア州サンバーナーディーノ郡ランチョクカモンガ ローンマート・フィールド     |
| 南地区 | インランドエンパイア・シックスティシクサーズ Inland Empire 66ers | ロサンゼルス・エンゼルス       | 1987年 | 2003年 | カリフォルニア州サンバーナーディーノ郡サンバーナーディーノ サンマニュエル・スタジアム |
| 南地区 | レイクエルシノア・ストーム Lake Elsinore Storm                   | サンディエゴ・パドレス         | 1994年 | 1994年 | カリフォルニア州リバーサイド郡レイクエルシノア レイクエルシノア・ダイヤモンド         |